# Bräcke
Bräcke este un oraș în Suedia.

## Demografie
| \| Evoluția demografică a zonei urbane Bräcke, 1970–2015 \| Evoluția demografică a zonei urbane Bräcke, 1970–2015 \| Evoluția demografică a zonei urbane Bräcke, 1970–2015 \| Evoluția demografică a zonei urbane Bräcke, 1970–2015 \| Evoluția demografică a zonei urbane Bräcke, 1970–2015 \| \| --------------------------------------------------------------------------------------- \| ----------------------------------------------------- \| ----------------------------------------------------- \| ----------------------------------------------------- \| ----------------------------------------------------- \| \| An \| \| \| Locuitori \| \| \| 1970 \| 1970 \| \| 2.104 \| 2.104 \| \| 1975 \| 1975 \| \| 2.106 \| 2.106 \| \| 1980 \| 1980 \| \| 2.063 \| 2.063 \| \| 1990 \| 1990 \| \| 1.976 \| 1.976 \| \| 1995 \| 1995 \| \| 1.836 \| 1.836 \| \| 2000 \| 2000 \| \| 1.697 \| 1.697 \| \| 2005 \| 2005 \| \| 1.566 \| 1.566 \| \| 2010 \| 2010 \| \| 1.651 \| 1.651 \| \| 2015 \| 2015 \| \| 1.559 \| 1.559 \| \| Sursa: SCB - Statistika Centralbyrån, Folkmängden per tätort. Vart femte år 1960 - 2016 \| \| \| \| \| |      |  |           |       |
| Evoluția demografică a zonei urbane Bräcke, 1970–2015 |      |  |           |       |
| An |      |  | Locuitori |       |
| 1970 | 1970 |  | 2.104     | 2.104 |
| 1975 | 1975 |  | 2.106     | 2.106 |
| 1980 | 1980 |  | 2.063     | 2.063 |
| 1990 | 1990 |  | 1.976     | 1.976 |
| 1995 | 1995 |  | 1.836     | 1.836 |
| 2000 | 2000 |  | 1.697     | 1.697 |
| 2005 | 2005 |  | 1.566     | 1.566 |
| 2010 | 2010 |  | 1.651     | 1.651 |
| 2015 | 2015 |  | 1.559     | 1.559 |
| Sursa: SCB - Statistika Centralbyrån, Folkmängden per tätort. Vart femte år 1960 - 2016 |      |  |           |       |